# Mario Brelich
Mario Brelich, nacido en Budapest, 1910, y muerto en Nepi (Roma), 1982, fue un escritor italiano del siglo XX, que ha trabajado literariamente sobre temas bíblicos.

## Biografía
Mario Brelich nació en Budapest en 1910; su padre era italiano y su madre húngara. Fue hermano del historiador de las religiones Angelo Brelich, lo que le facilitó el desarrollo objetivo de algunos de sus temas bíblicos. 
Mario Brelich fue traductor del italiano al húngaro —notablemente tradujo el teatro de Pirandello—, y ejerció como periodista entre Hungría e Italia en los años 1930. 
Tras la Guerra, concretamente en 1946, Mario Brelich se trasladó a Roma con su mujer, una soprano húngara conocida: Magda Làszlo. Su hermano Angelo Brelich se instaló asimismo a Roma donde siguió su carrera.
En Italia, Mario Brelich se dedicó ya a la escultura, la pintura y la cerámica. Pero también, tardíamente, empezó a escribir textos largos, antes publicado parcialmente. Así sucede con Colui che camminava col Signore, que fue un largo relato de los años 1954-1955, y que luego fue rehecho por el autor para formar su ensayo-novela sobre Noé, Il navigatore del diluvio, ya en la década de 1970. La lectura de las Sagradas Escrituras que hace en El navegante del diluvio es afilada y para algunos maliciosa, pero no es más que un redescubrimiento de la violenta realidad de las historias bíblicas, dejando de lado todo velo moralizante.
Eligió temas bíblicos, y a partir sobre todo del Antiguo Testamento (y con homenajes al Thomas Mann) de José y sus hermanos, Mario Brelich hizo una serie de análisis críticos de los textos sagrados, en un tono narrativo no exento de ironía, pero riguroso en sus informaciones. De hecho, Karoly Kerény, epilogó uno de sus libros, diciendo que su trabajo, un “ensayo novelado”, era de alto rango.
Su obra Giuditta apareció póstumamente; y, como toda su obra, fue publicada por Adelphi.

## Obras
- Il sacro amplesso, 1972.
- L'opera del tradimento, 1975. Tr.: La ceremonia de la traición, Anagrama, 1983 ISBN 978-84-339-3018-7
- Il navigatore del diluvio, 1979. Tr.:  El navegante del diluvio, Anagrama, 1983. Traducción de Carmen Artal. ISBN 978-84-339-3039-2
- Giuditta, 2008.